# Le Projet Philadelphia, l'expérience interdite
Le Projet Philadelphia, l'expérience interdite (The Philadelphia Experiment) est un téléfilm canadien réalisé par Paul Ziller et diffusé aux États-Unis le 28 juillet 2012 sur Syfy, puis en novembre 2012 sur The Movie Network / Movie Central.

## Synopsis
Pendant la Seconde Guerre mondiale, le projet Philadelphia Experiment a pour but de rendre les navires de la flotte américaine invisibles à ses ennemis. Le navire Eldrige tente l’expérience et disparaît littéralement, avant de revenir vidé de son équipage. En 2012, une équipe de scientifiques reprennent le projet d'invisibilité et l'essaie sur une automobile. C'est alors que, non loin de Philadelphie, l'Eldrige réapparaît sur une piste d’atterrissage avec à son bord un Navy, Bill Gardner. Celui-ci vient de faire un bond de 70 ans dans l'avenir. Instable, le bateau se téléporte à quelques reprises à travers les États-Unis (Philadelphie, Chicago, Nevada...), ce qui préoccupe le gouvernement qui, bien que désirant cette technologie, ne veut pas laisser fuiter l'existence de tels phénomènes. Alors que celui-ci essaie par tous les moyens de détruire le navire, tuer Gardner et effacer toute trace de cet incident temporel, Bill tente plutôt de retourner en 1943 avec l'Eldrige et ainsi changer le cours de l'histoire.

## Fiche technique
- Titre original : The Philadelphia Experiment
- Réalisation : Paul Ziller
- Scénario : Andy Briggs
- Photographie : Michael C. Blundell
- Musique : Michael Neilson
- Société de production : Reel One Entertainment (en)
- Durée : 89 minutes
- Pays : Canada

## Distribution
- Nicholas Lea (VF : Guillaume Orsat) : Bill Gardener
- Ryan Robbins (VF : Damien Boisseau) : Richard Falkner
- Gina Holden (VF : Hélène Bizot) : Katheryn Moore
- Emilie Ullerup (VF : Sybille Tureau) : Molly Gardener
- Malcolm McDowell (VF : Philippe Dumond) : Morton Salinger
- John Reardon (en) (VF : Donald Reignoux) : Carl Reed
- Michael Paré (VF : Patrice Baudrier) : Hagan
- Tom McBeath : Broadmore
- Chad Krowchuk (VF : Sébastien Desjours) : Reece
- Allison Hossack (VF : Marie-Martine Bisson) : Lena

Sources et légende : Version française (VF) selon le carton de doublage.

## Autour du téléfilm
- Ce téléfilm, réalisé par Paul Ziller, s'inspire à la fois de la légende urbaine Expérience de Philadelphie et du film Philadelphia Experiment sorti en 1984. Michael Paré y joue cette fois le rôle d'un homme de main chargé d'éliminer le voyageur temporel.